# Broughton (Scottish Borders)
Pour les articles homonymes, voir Broughton.
Broughton est un village dans les Scottish Borders, en Écosse.